# ألان رانكين جونز
ألان رانكين جونز (بالإنجليزية: Alan Rankin Jones)‏ هو ملحن وشاعر أمريكي، ولد في 4 أغسطس 1902، وتوفي في 15 أكتوبر 1945.

## وصلات خارجية
- ألان رانكين جونز على موقع ميوزك برينز (الإنجليزية)
- ألان رانكين جونز على موقع أول ميوزيك (الإنجليزية)
- ألان رانكين جونز على موقع ديسكوغز (الإنجليزية)